# Slammiversary XV
Slammiversary XV fue un pago por visión de lucha libre profesional producido por Impact Wrestling. Tendrá lugar el 2 de julio de 2017 en el Impact Zone en Orlando, Florida. Es el decimotercer evento en la cronología de Slammiversary y primer evento pago por visión de Impact Wrestling en el 2017. Además fue el primer Slammiversary bajo el nombre de "Impact Wrestling" (anteriormente conocido como TNA).
El evento contará con la participación de invitados especiales: el legendario luchador mexicano Dos Caras, los luchadores de la AAA: Drago y El Hijo de Fantasma, los luchadores de Pro Wrestling NOAH: Naomichi Marufuji y Taiji Ishimori, el peleador de Bellator MMA King Mo, el jugador de fútbol americano DeAngelo Williams y la miembro del Salón de la Fama de Impact Gail Kim.
Este evento determinó la unificación de los tres campeonatos de la GFW (Campeonato Global, Campeonato Femenino y Campeonatos en Parejas) con sus homónimos de Impact Wrestling (Campeonato Mundial, Campeonato de Knockouts y Campeonato Mundial en Parejas).

## Antecedentes
El 2 de marzo de 2017 en Impact Wrestling, Alberto el Patrón tuvo la oportunidad de enfrentarse a Lashley por el Campeonato Mundial Peso Pesado de Impact, ganándolo. Al día siguiente, se declaró que Alberto no era un campeón legítimo debido a la forma en que culminó la lucha por lo que, se regresó el campeonato a manos de Lashley y seguiría figurando como campeón dentro de Impact Wrestling. Tras esto, el 20 de abril, se anunció que la Global Force Wrestling cerraría sus operaciones como parte de su fusión con Impact Wrestling pero sus campeonatos permanecerían activos. Esto llevó a que el 22 de abril en Impact Wrestling, Alberto se enfrentara a Magnus por el Campeonato Global de GFW, ganando dicho título. Como resultado, Alberto exigió una revancha por el campeonato de Lashley por lo que, se estableció una lucha entre Lashley y Alberto donde el ganador tendría tanto el Campeonato Mundial Peso Pesado de Impact como el Campeonato Global de la GFW. Posteriormente, se confirmó que Alberto sería acompañado por su padre Dos Caras. Por otra parte, Lashley sería acompañado por el peleador de Bellator MMA King Mo.
Desde que Josh Mathews había ingresado a Impact Wrestling, tuvo muchos desacuerdos con el resto de los comentaristas de Impact, en particular con Jeremy Borash con quien había comenzado una dura rivalidad a partir de abril de 2017. El 21 de abril en una transmisión desde Reino Unido para Impact Wrestling, Mathews comenzó a hablar mal de algunos luchadores, provocando la ira de Borash; quien no dudó en atacarlo tras finalizar la transmisión. A la semana siguiente en Impact Wrestling, Mathews presentó una queja ante los ejecutivos de Impact Wrestling, el cual afirmaba que Borash sería suspendido por 30 días a partir de ese día. Luego se pactó una lucha entre Borash y Mathews en un Tag Team Match donde el compañero de Borash era Joseph Park mientras que el otro de Mathews era Scott Steiner, quien regresaba a Impact tras la fusión entre esta y la GFW.
El 9 de febrero en Impact Wrestling, Eddie Edwards se enfrentó a Lashley por el Campeonato Mundial Pesado de Impact pero entonces, su compañero de The Wolves Davey Richards sacó al árbitro de la lucha, costándole el campeonato a Edwards. Tras esto, Richards en compañía de su esposa Angelina Love atacaron a Edwards y a su esposa Alisha Edwards respectivamente, cambiando a heel y con esto, disolviendo el equipo. Tras las siguientes semanas, tuvieron fuertes ataques entre ellos donde sus esposas también se vieron involucradas. El 6 de abril en Impact Wrestling, Richards derrotó a Edwards en un Last Man Standing Match. Tras la lucha, Richards y su esposa Angelina atacaron respectivamente a Edwards y a su esposa Alisha. El 4 de mayo en Impact Wrestling, Edwards fue derrotado por Matt Sydal pero después de la lucha, fue atacado por Richards y Angelina atacó a Alisha, pero al haber atacado a Edwards en la rodilla lesionada, Alisha se lanzó contra Richards y Angelina, atacando a esta última.
El 21 de abril en Impact Wrestling, Sienna derrotó a Christina Von Eerie para ganar el Campeonato Femenino de la GFW, siendo la primera luchadora en ganar ambos títulos. El 25 de mayo en Impact Wrestling, Sienna empezó a Allie pero Rosemary salió para defenderla. El 8 de junio, Rosemary retuvo su título ante Laurel Van Ness. Después de la lucha, tanto Van Ness como Sienna atacaron a Rosemary pero Allie salió para defenderla. Posteriormente, se anunció que Rosemary y Sienna lucharían en Slammiversary donde la ganadora de la lucha, tendría tanto el Campeonato de Knockouts de Impact como el Campeonato Femenino de la GFW.
El 20 de abril en Impact Wrestling, Sonjay Dutt hizo su regreso a Impact Wrestling donde fue incluido junto con Trevor Lee, Andrew Everett, Sonjay Dutt, Desmond Xavier, Suicide y Low Ki (quien también regresaba a Impact Wrestling) en un Six-way Match. Ki ganó dicha lucha ganando por quinta vez el Campeonato de la División X de Impact pero durante la lucha, Ki provocó accidentalmente una herida en el párpado derecho de Dutt lo que hizo que se mantuviera fuera de acción por algunos días. El 8 de junio en Impact Wrestling, Ki retuvo su título ante Caleb Konley pero durante la lucha, Ki se provocó una herida en su pómulo izquierdo cerca de su ojo de manera accidental. Esa misma noche, Dutt salió para confrontar a Ki para una lucha por el título (ya que ambos estaban en la misma condición). El 15 de junio en Impact Wrestling, Dutt derrotó a Ki, ganando el título por primera vez (se llevó a cabo en su país natal India).

## Resultados
- Pre-Show: Braxton Sutter, Mahabali Shera y Allie derrotaron a KM, Kongo Kong y Laurel Van Ness (6:44)
  - Sutter cubrió a KM después de un «Allie Driver» de Allie y un «BS Express».
- The Latin American Xchange (Ortiz & Santana) (con Konnan, Homicide y Diamante) (Impact) derrotaron a Drago y El Hijo de Fantasma (AAA), Naomichi Marufuji y Taiji Ishimori (Pro Wrestling NOAH) y Laredo Kid & Garza Jr. (The Crash) reteniendo el Campeonato Mundial en Parejas de Impact y el Campeonato en Parejas de la GFW (14:40)
  - Ortiz cubrió a Kid después de un «Street Sweeper».
  - Durante la lucha, Konnan, Homicide y Diamante intervinieron a favor de LAX.
  - Como consecuencia, ambos títulos fueron unificados, denominándose como Campeonato Mundial Unificado en Parejas de la GFW.
- DeAngelo Williams y Moose (con Austin Dillon y Gary Barnidge) derrotaron a Eli Drake y Chris Adonis (10:40)
  - Williams cubrió a Adonis después de un «Frog Splash» sobre una mesa.
  - Después de la lucha, Moose le aplicó un «Powerbomb» a Drake sobre otra mesa.
- Ethan Carter III derrotó a James Storm en un Strap Match (10:50)
  - EC3 cubrió a Storm después de un «Sitout double underhook facebuster».
  - Después de la lucha, Storm fue sacado por el personal médico.
- Joseph Park y Jeremy Borash derrotaron a Josh Mathews y Scott Steiner en un No Disqualification Match (10:52)
  - Abyss cubrió a Mathews después de un «Black Hole Slam» sobre tachuelas y un «Frog Splash» de Borash.
  - Durante la lucha, Shark Boy y James Mitchell intervinieron a favor de Park y Borash.
  - Durante la lucha, Joseph apareció como Abyss.
- Eddie Edwards y Alisha Edwards derrotaron Davey Richards y Angelina Love en un Full Metal Mayhem Match (8:55)
  - Eddie cubrió a Davey después de un «Sunset Flip Powerbomb» sobre una mesa.
  - Antes de la lucha, Eddie y Alisha atacaron a Davey y Angelina mientras estos hacían su entrada.
- Sonjay Dutt derrotó a Low Ki en un 2-out-of-3 Falls Match reteniendo el Campeonato de la División X de Impact (18:20)
  - Low Ki cubrió a Dutt después de un «Warrior's Wrath» (0-1).
  - Dutt cubrió a Low Ki con un «Roll-Up» (1-1).
  - Dutt cubrió a Low Ki después de un «Moonstomp» (2-1).
- La Campeona Femenina de la GFW Sienna derrotó a la Campeona de Knockouts de Impact Rosemary en un Unification Match (10:55)
  - Sienna forzó a Rosemary a rendirse con un «Guillotine Choke».
  - Durante la lucha, Laurel Van Ness intervino a favor de Sienna y Allie a favor de Rosemary.
  - Antes de la lucha, Gail Kim hizo su regreso e hizo presentación de los títulos.
  - Como consecuencia, ambos títulos fueron unificados, denominándose como Campeonato Unificado de Knockouts de la GFW.
- El Campeón Global de la GFW Alberto el Patrón (con Dos Caras) derrotó al Campeón Mundial Peso Pesado de Impact Lashley (con King Mo) en un Title vs. Title Winner Takes All Match Match (18:05) 
  - Alberto cubrió a Lashley después de un «Diving double foot stomp» sobre Lashley atorado en las cuerdas laterales.
  - Durante la lucha, King Mo intervino a favor de Lashley y Dos Caras a favor de Alberto.
  - Antes de la lucha, Jeff Jarrett hizo presentación de los títulos.
  - Después de la lucha, Jeff y Karen Jarrett, Sonjay Dutt, Hijo de Fantasma y otros salieron a celebrar con Alberto.
  - Como consecuencia, ambos títulos fueron unificados, denominándose como Campeonato Mundial Unificado Peso Pesado de la GFW.

- Datos: Q29582669
- Multimedia: Slammiversary XV / Q29582669